# 卡里布 (科羅拉多州)
卡里布（英語：Caribou）是位於美國科羅拉多州圓石縣的一個非建制地區。

## 地理
卡里布的座標為40°58′31″N 105°34′33″W / 40.97528°N 105.57583°W，而該地最高點為海拔高度3048米（即10000英尺）。

## 人口
根據2010年美國人口普查的數據，卡里布的面積為5.00平方千米，當中陸地面積為5.00平方千米，而水域面積為5.00平方千米。當地共有人口500人，而人口密度為每平方千米100人。